# 长尾豹马修

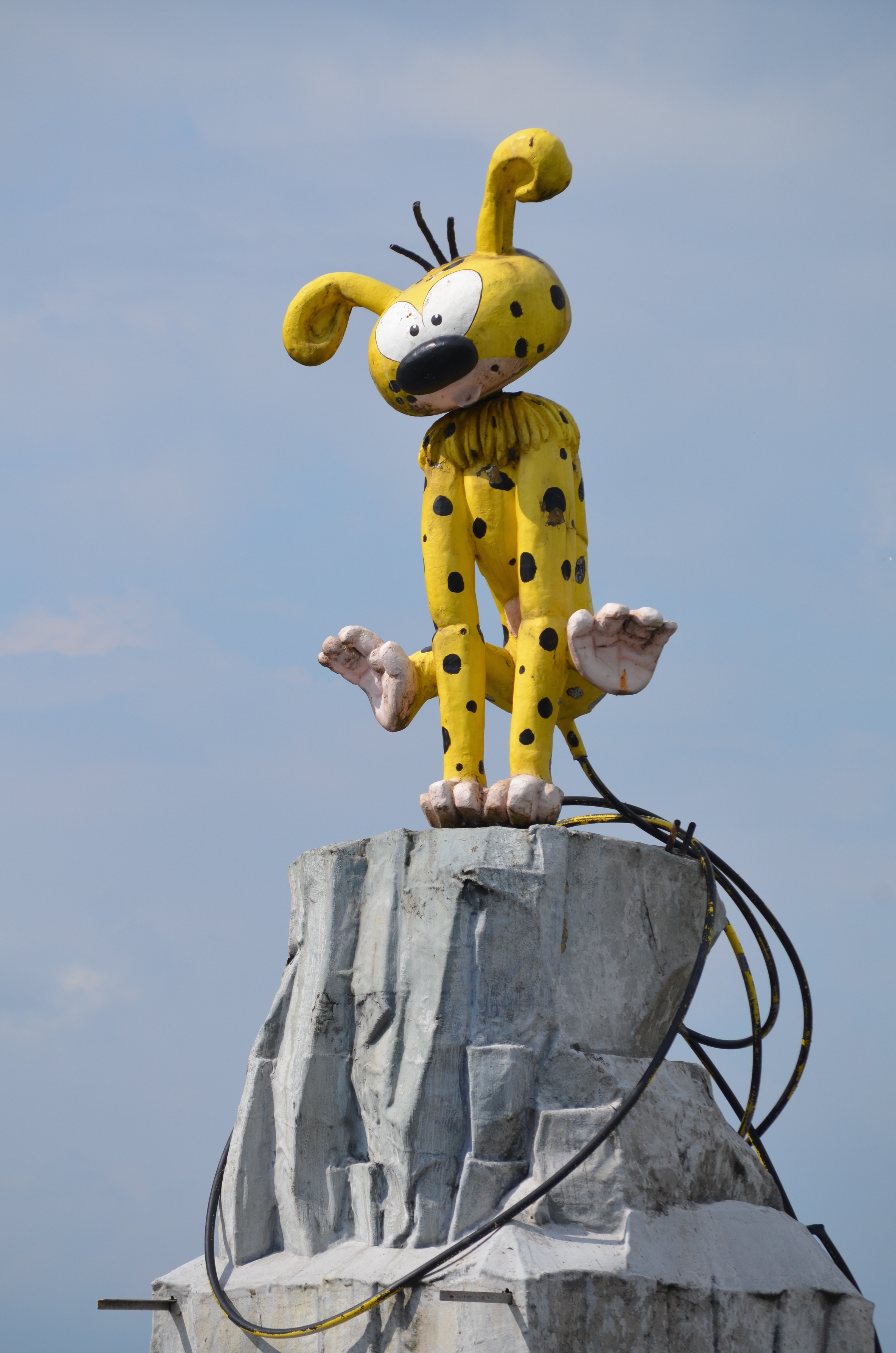
长尾豹马修的雕像，位於比利時沙勒羅瓦

长尾豹马修 （Marsupilami）是比利時漫畫家安德烈·弗朗坎創作的漫畫人物與虛構物種，首次出現在1952年1月31日的比利時法語漫畫雜誌《Spirou》上。美國與法國先後於1993及2000年將其改編為電視動畫。

## 外部連結
- Marsupilami official site
- 互联网电影数据库（IMDb）上《Marsupilami》的资料（英文）